# Nova vas nad Dragonjo
Nova vas nad Dragonjo (wł. Villanova di Pirano) – wieś w Słowenii, w gminie Piran. W 2018 roku liczyła 234 mieszkańców.